# Петрили Алто (Терамо)
Петрили Алто (итал. Petrilli Alto) је насеље у Италији у округу Терамо, региону Абруцо.
Према процени из 2011. у насељу је живело 32 становника. Насеље се налази на надморској висини од 394 м.